# Les Mamelles de Tirésias (opéra bouffe)
Cet article concerne l'opéra bouffe. Pour la pièce de théâtre, voir Les Mamelles de Tirésias.
Les Mamelles de Tirésias est un opéra bouffe  en deux actes et un prologue de Francis Poulenc, adapté de la pièce homonyme de Guillaume Apollinaire et créé le 3 juin 1947 à l'Opéra-Comique sous la direction d'Albert Wolff.

## Historique
Le compositeur rencontre à 18 ans Guillaume Apollinaire lors de la création de la pièce de ce dernier, Les Mamelles de Tirésias, en juin 1917 à Montmartre. Inspiré de celle-ci, Les Mamelles de Tirésias de Francis Poulenc est son premier ouvrage lyrique. Il débute la composition de son ouvrage pendant la Seconde Guerre mondiale après avoir suivi de près l'évolution du surréalisme durant l'entre-deux-guerres ; l'écriture de son opéra débute en 1939 et est achevée en août 1945.
Les Mamelles de Tirésias est créé le 3 juin 1947 à l'Opéra-Comique sous la direction d'Albert Wolff avec le Chœur et l'Orchestre de l'Opéra de Paris, mis en scène par l'acteur français Max de Rieux avec des décors et costumes de Romain Erté. Le rôle titre y est créé par Denise Duval, que le compositeur rencontre à l'Opéra-Comique en février de cette année, et qui va devenir une partenaire de travail régulière . Cette première représentation, reprise vingt-sept fois, remporte un fort succès chez la critique mais reçoit un accueil plus mitigé, voire scandalisé, du public. Cela est dû en partie au fait que l'opéra est joué en deuxième partie de soirée après La Bohème de Giacomo Puccini, ce qui entraîne une certaine confusion pour les habitués, mais aussi aux thématiques abordées, mettant en scène un personnage qui devient un homme et lance une guerre entre les deux sexes par la sexualité, le faisant ainsi qualifier par le public de « bouffonnerie gynécologique ».
En 1957, l'opéra est créé en allemand à Bâle, puis en version de concert et en français à New York. Durant les décennies qui suivent, l'opéra voyage et est représenté à travers le monde. Durant l'année 1962, Francis Poulenc réécrit l'orchestration de son opéra. En 1972, l'ouvrage est remonté à l'Opéra Comique avec succès, cette fois sous la direction de Louis Ducreux. En 1976 une version concert est donnée au Studio 104 de la Maison de la Radio, en même temps que la Voix humaine, sous la direction de Jean-Pierre Marty. En 1981, une nouvelle production est à nouveau donnée à l’Opéra Comique dirigée par Manuel Rosenthal et mise en scène par Jean Le Poulain. En 1999, l'ouvrage est représenté avec L'Heure espagnole de Maurice Ravel, mis tous deux en scène par Olivier Bénézech. En janvier 2011, l'ouvrage est produit pour la cinquième fois à l'Opéra Comique, dirigé par Ludovic Morlot et mis en scène par Macha Makeïeff. En août 2022, l'opéra est monté à Festival de Glyndebourne en Angleterre, avec La Voix humaine, tragédie lyrique en un acte du compositeur, ici dirigé par Robin Ticciati avec le London Philharmonic Orchestra et mis en scène par Laurent Pelly, avec la soprano Stéphanie d'Oustrac dans le rôle titre de La Voix Humaine, et Elsa Benoît dans le rôle de Thérèse/Tirésias.

## Description
Les Mamelles de Tirésias est un opéra bouffe en deux actes et un prologue pour six voix solistes et chœur, d'une durée d'une heure environ. La structure de la partition suit la forme traditionnelle de l'opéra à numéros. L'ouvrage est dédié au compositeur français Darius Milhaud, malgré une vision opposée de la conception du genre de l'opéra entre les deux compositeurs. L'opéra, qui met en scène une interrogation de l'identité des genres, au travers du personnage de Tirésias qui devient Thérèse, et qui dit lors de son air d'entrée dans sa version féminine : « Je suis féministe et je ne connais pas l'autorité de l'homme ». Cet air est inspiré par le personnage éponyme de l'opéra de Jules Massenet, Manon.

### Rôles

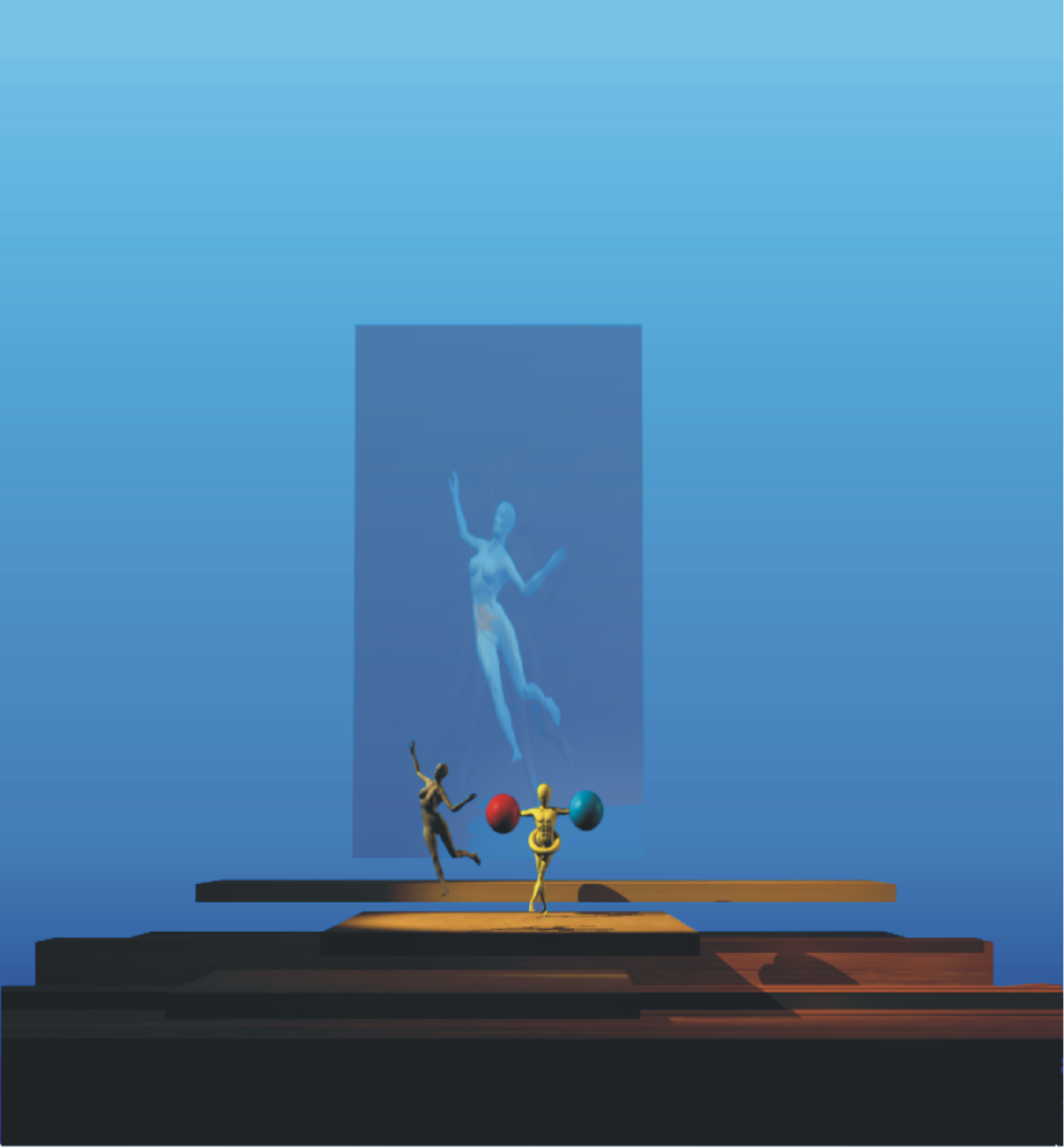
Les Mamelles de Tirésias de Guillaume Apollinaire et Francis Poulenc, 2001

| Rôle                                 | Voix             | Créateur           |
| ------------------------------------ | ---------------- | ------------------ |
| Thérèse-Tirésias / la cartomancienne | soprano          | Denise Duval       |
| Le directeur de théâtre              | baryton          | Robert Jeantet     |
| Le mari                              | ténor ou baryton | Paul Payen         |
| Le gendarme                          | baryton          | Émile Rousseau     |
| Le journaliste parisien              | ténor            | Serge Rallier      |
| Le fils                              | baryton          | Jacques Hivert     |
| Une dame élégante                    | mezzo-soprano    | Irène Gromova      |
| La Marchande de journaux             | mezzo-soprano    | Jane Atty          |
| Lacouf                               | ténor            | Alban Derroja      |
| Presto                               | baryton          | Marcel Enot        |
| Une grosse dame                      | mezzo-soprano    | Yvonne Girard-Ducy |
| Un monsieur barbu                    | basse            | Gabriel Jullia     |
| Le peuple de Zanzibar                | chœur            |                    |

### Orchestration
- Vents : 2 flûtes, 2 hautbois, 3 clarinettes, 2 bassons ;
- cuivres : 2 cors, 2 trompettes, 2 trombones, tuba ;
- piano, timbales, percussionniste, harpe ;
- cordes.

## Argument
Lors d'un prologue devant le rideau de scène, le directeur de théâtre expose le sujet de la pièce et rappelle au public l'entière liberté de l'auteur.

### Acte I
Thérèse, lassée de sa vie de femme soumise, devient un homme du nom de Tirésias quand ses seins s’envolent comme des ballons. Son mari en est fâché, surtout quand elle l’attache et l’habille en femme. Pendant ce temps, deux ivrognes, Presto et Lacouf, s’entretuent affectueusement et sont pleurés par la foule assemblée. Thérèse part à la conquête du monde, laissant son mari captif aux bons soins du gendarme, trompé par ses oripeaux féminins.
Tirésias lance une campagne contre la procréation ; il est acclamé par le peuple. Mais le mari, craignant de voir la France devenir stérile, fait le vœu de trouver le moyen de mettre au monde des enfants sans recours aux femmes. Lacouf et Presto, revenus à la vie, expriment intérêt et scepticisme.

### Acte II
Le projet du mari est un succès phénoménal : il a lui-même donné naissance à 40 049 enfants en un jour. Au journaliste parisien qui lui demande comment il peut nourrir toute cette portée, il explique que tous les enfants ont réussi dans leur carrière artistique respective et ont fait de lui un homme riche. Après avoir chassé le journaliste, il décide de créer son propre journal, mais n’est pas satisfait du résultat.
Le gendarme annonce alors que les citoyens de Zanzibar meurent de faim à cause de la surpopulation. Le mari suggère de faire imprimer des cartes de rationnement par une diseuse de bonne aventure. Elle apparaît aussitôt, masquée, et prédit que le mari fertile deviendra multimillionnaire et que le gendarme stérile mourra dans une pauvreté extrême. Celui-ci essaie de l’arrêter, mais elle l’étrangle et dévoile qu’elle n’est autre que Thérèse. Le couple se réconcilie, et toute la troupe, reprenant l'avertissement initial du directeur, harangue le public :

« Écoutez, ô Français, les leçons de la guerre
Et faites des enfants, vous qui n'en faisiez guère
Cher public: faites des enfants! »

## Discographie
- Les Mamelles de Tirésias avec Denise Duval, Jean Giraudeau, Émile Rousseau, Robert Jeantet, chœur et orchestre de l'Opéra-Comique, André Cluytens (dir.) - EMI Classics. Enregistré en 1953.
- Les Mamelles de Tirésias avec Barbara Bonney, Wolfgang Holzmair, Jean-Paul Fouchécourt, Orchestre international Saito Kinen, Seiji Ozawa (dir.) - Philips. Enregistré en 1996 au Japon.